# Celebration Day (pel·lícula)
Celebration Day (en català Dia de Celebració) és una pel·lícula concert de la banda de rock anglesa Led Zeppelin, enregistrada a l'Ahmet Ertegun Tribute Concert del 10 de desembre de 2007, a l'O2 Arena de Londres. Rep el mateix nom que una de les seves cançons de l'àlbum Led Zeppelin III.
La pel·lícula es va estrenar el 17 d'octubre de 2012, només a certs cinemes i per un temps limitat. El 19 de novembre d'aquell mateix any es va publicar en diversos formats d'àudio i de vídeo. L'actuació, la pel·lícula i l'àlbum han rebut alabances dels crítics des de llavors.

## Llistat de pistes
| 1.  | «Good Times Bad Times»       | John Bonham, John Paul Jones, Jimmy Page | 3:12  |
| 2.  | «Ramble On»                  | Page, Robert Plant                       | 5:45  |
| 3.  | «Black Dog»                  | Jones, Page, Plant                       | 5:53  |
| 4.  | «In My Time of Dying»        | Bonham, Jones, Page, Plant               | 11:11 |
| 5.  | «For Your Life»              | Page, Plant                              | 6:40  |
| 6.  | «Trampled Under Foot»        | Jones, Page, Plant                       | 6:20  |
| 7.  | «Nobody's Fault but Mine»    | Page, Plant                              | 6:44  |
| 8.  | «No Quarter»                 | Jones, Page, Plant                       | 9:22  |
| 9.  | «Since I've Been Loving You» | Jones, Page, Plant                       | 7:52  |
| 10. | «Dazed and Confused»         | Page; inspirat per Jake Holmes           | 11:44 |
| 11. | «Stairway to Heaven»         | Page, Plant                              | 8:49  |
| 12. | «The Song Remains the Same»  | Page, Plant                              | 5:47  |
| 13. | «Misty Mountain Hop»         | Jones, Page, Plant                       | 5:08  |
| 14. | «Kashmir»                    | Bonham, Page, Plant                      | 9:07  |

| 15. | «Whole Lotta Love» | Bonham, Willie Dixon, Jones, Page, Plant | 7:26 |

| 16. | «Rock and Roll» | Bonham, Jones, Page, Plant | 4:35 |

### Extres de vídeo
- Assajos a Shepperton
- Imatges de la BBC

## Personal
Led Zeppelin
- Jason Bonham – bateria, percussió, segones veus a «Good Times Bad Times» i «Misty Mountain Hop»
- John Paul Jones – baix elèctric, teclats
- Jimmy Page – guitarra, producció
- Robert Plant – veu, harmònica a «Nobody's Fault But Mine», pandereta a «In My Time of Dying» i «Stairway to Heaven»

Personal addicional
- Big Mick – mescles en directe
- Dick Carruthers – direcció
- John Davis – masterització
- Alan Moulder – mescles de la gravació
- Victor Riva – efectes especials